# Tipula pseudophaedina
Tipula pseudophaedina är en tvåvingeart som beskrevs av Yang 1992. Tipula pseudophaedina ingår i släktet Tipula och familjen storharkrankar. Inga underarter finns listade i Catalogue of Life.